# Torre Eiffel (Delaunay)
Torre Eiffel vermella (Der Eiffel Turm en alemany) és un quadre de l'artista francès Robert Delaunay, realitzat l'any 1911.
És una pintura a l'oli. Al bell mig de l'obra, s'observa la Torre Eiffel de color vermell, envoltada d'edificis de color gris. Tot el dibuix està representat per formes geomètriques i la Torre Eiffel està envoltada d'una aura blanca. El poc cel que es veu està pintat amb tonalitats verdes.
Torre Eiffel és una pintura a l'oli. Al bell mig de l'obra, s'observa la Torre Eiffel de color vermell, envoltada d'edificis de color gris. Tot el dibuix està representat per formes geomètriques i la Torre Eiffel està envoltada d'una aura blanca. El poc cel que es veu està pintat amb tonalitats verdes.
Robert Delaunay va pintarTour Eiffel rouge el 1910. L'obra es conserva a l'Institut d'Art de Chicago, Estats Units.

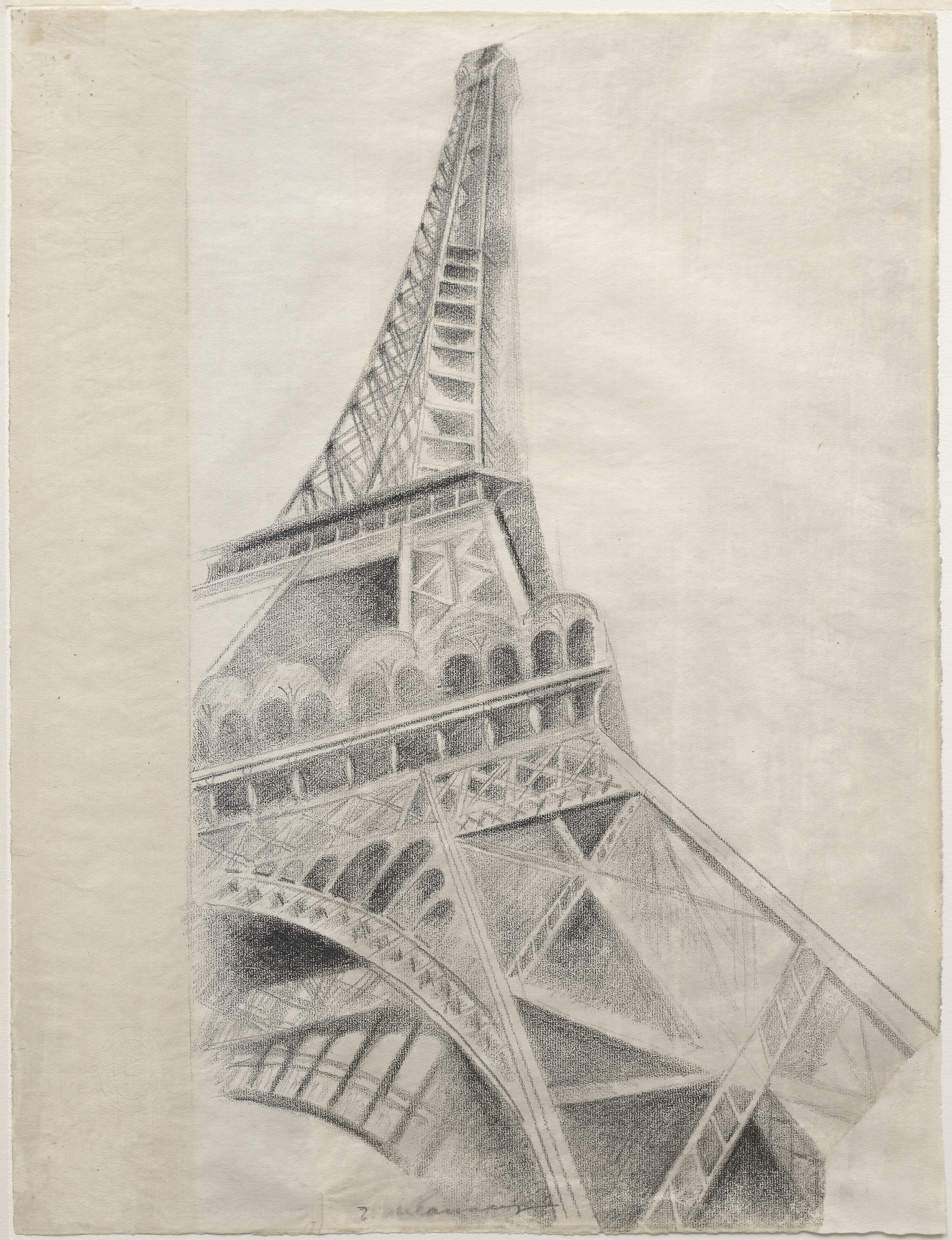
Torre Eiffel, 1926-1928, llapis sobre paper, 62,3 × 47,5 cm, Museu Solomon R. Guggenheim, Nova York.